# سالومي الأولى

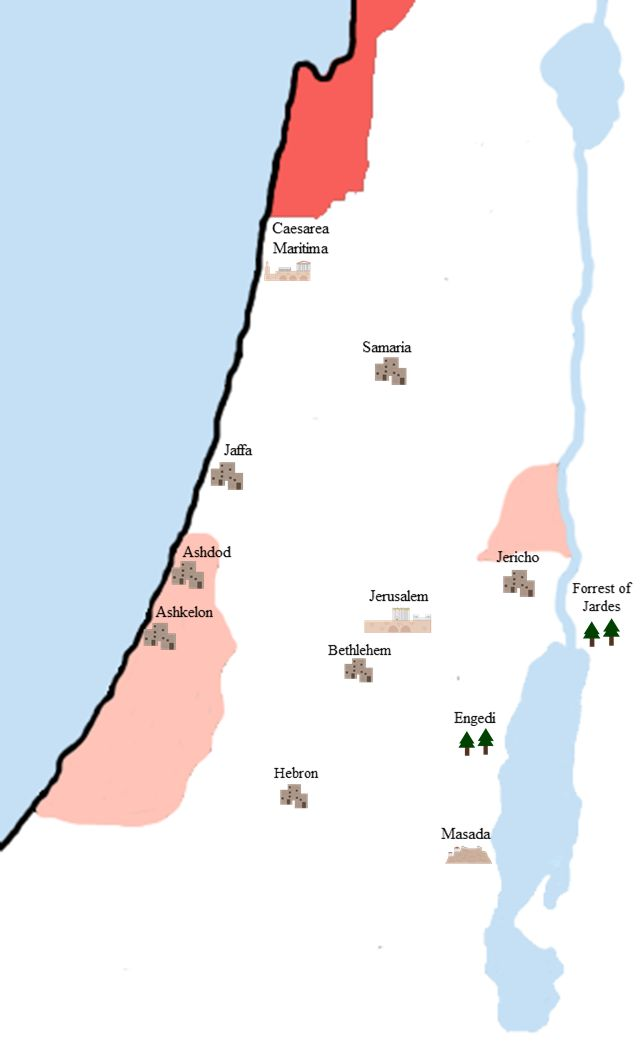
مملكة سالومي الأولي، شقيقة هيرودس الكبير (بالون البرتقالي) وسوريا الرومانية (باللون الأحمر).

سالومي الأولى (حوالي 65 ق م - حوالي 10 م) هي أخت هيرودس الكبير وأم برنيس من قبل زوجها كوستوباروس، حاكم إدوم. حكمت إقليم يمتدد من يفنه إلى أشدود وفصايل من 4 قبل الميلاد حتى وفاتها 10 م.
هو أم برنيس التي أنجبت هيروديا وأغريباس الأول، وهيرودس الخامس وأرسطوبولس الأصغر، ومريمان الثالثة.
بعد وفاة سالومي سقطت يفنه في يد ليفيا دروسيلا الإمبراطورة الرومانية المستقبلية، ثم إلى ابنها تيبيريوس.